# Centro de Estudios Superiores de Diseño de Monterrey
El Centro de Estudios Superiores de Diseño de Monterrey (©CEDIM The School of Design) es una universidad privada pionera en promover e impulsar la disciplinas de diseño y arquitectura en México. Sus pilares institucionales son: el diseño, la innovación y los negocios. El modelo educativo es constructivista en donde la base de los estudios se centra en que los estudiantes aprendan por medio de la experiencia de desarrollar proyectos reales y la reflexión de estar en contacto directo con los retos que tiene la industria. Su campus se encuentra localizado en estado de Nuevo León, México.

## Modelo Educativo

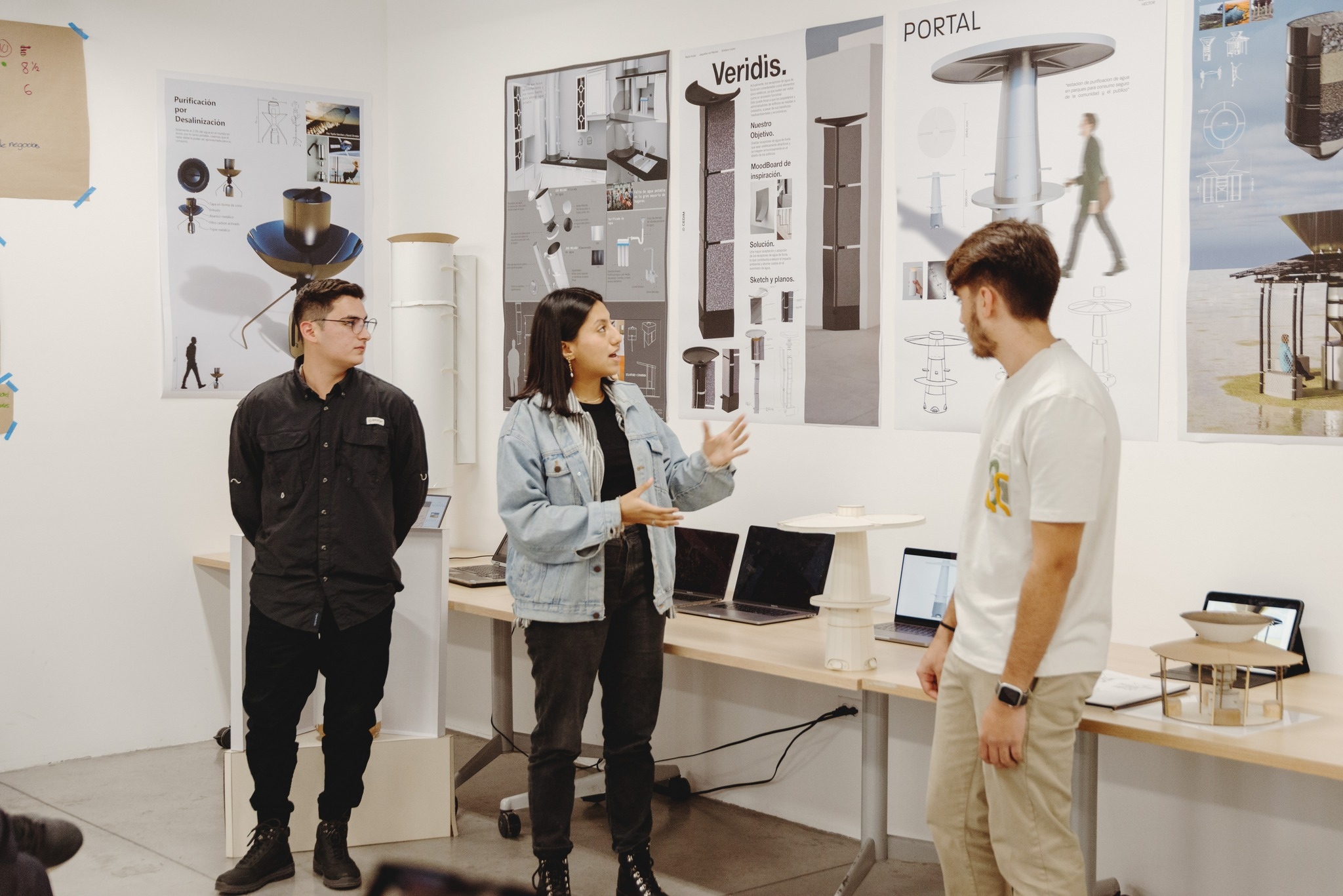
Modelo educativo: aprendizaje basado en proyectos.

©CEDIM se ha caracterizado por crear un nuevo modelo educativo enfocado en la estrecha relación entre el diseño, la innovación y los negocios. El modelo educativo busca desarrollar la capacidad intelectual de los estudiantes mediante la resolución de casos de negocios y la ejecución de proyectos reales de marcas, empresas e instituciones, todo dentro del aula.
En el año 2012, la Organización para la Cooperación del Desarrollo Económico (OECD, por sus siglas en inglés) realizó un caso de estudio en el cual nombró a ©CEDIM como un entorno de aprendizaje innovador.En el caso de estudio se describe el modelo educativo de ©CEDIM como "Aprendizaje Basado en Proyectos", siendo el objetivo principal "enseñar a los estudiantes cómo aplicar su propio conocimiento y adaptar la educación al mundo laboral. A través de este aprendizaje, se implica el aprendizaje activo que cada estudiante debe desarrollar por sí mismo".

## Historia
El Centro de Estudios Superiores de Diseño de Monterrey fue uno de los pioneros en el campo de arte y el diseño en México. Fue fundado en 1978 por Alejandro García Villarreal, quien tuvo la visión de crear nuevas alternativas de estudio en México enfocadas en disciplinas creativas. En aquel tiempo su nombre era Centro de Estudios de Diseño de Monterrey y ofrecía carreras técnicas en especialidades como Diseño de Interiores y Mercadotecnia Visual. Sus comienzos tuvieron lugar en una casa en la calle Vallarta, que constaba de una oficina y dos salones de clase.
CEDIM tuvo diferentes ubicaciones:
En 1979, después de un año de haber iniciado labores, debido a la capacidad limitada de la primera casa se muda a una casa más grande enfrente de la Plaza de la Purísima, en la había espacio para salones, algunos talleres y es aquí donde se realizan las primeras exposiciones de trabajos estudiantiles.
En 1982 la demanda de estas carreras técnicas comenzó a subir, a tal grado que cambia nuevamente de domicilio, esta vez a la colonia Obispado, en la calle de Padre Mier, una antigua casa propiedad entonces de la familia Clariond; fue la locación perfecta para albergar su inesperado crecimiento.
En el año de 1985 inicia la impartición de, no sólo programas técnicos, sino también de licenciaturas.  A partir de esta fecha CEDIM comienza a construir relaciones internacionales con instituciones de renombre como Fashion Institute of Technology en Nueva York; Escola Superior de Disenny (BAU) en Barcelona;  Mod'Art International: Ecole de mode en París; Instituto Superiore di Design en Italia, por mencionar algunas de las instituciones con las cuales CEDIM tiene convenios internacionales y de intercambio.
Su fundador Alejandro García, fallece en 1989, dejando como legado a la comunidad regiomontana, una institución que ha logrado egresar a 50 generaciones de profesionales, ha sido agente de cambio y motor cultural de nuestra ciudad.

En la década de los noventa, CEDIM realizó numerosas exhibiciones de artistas locales, así como exposiciones de proyectos de los estudiantes más talentosos. Las conferencias e instalaciones dentro del nuevo campus siguen hasta la fecha.

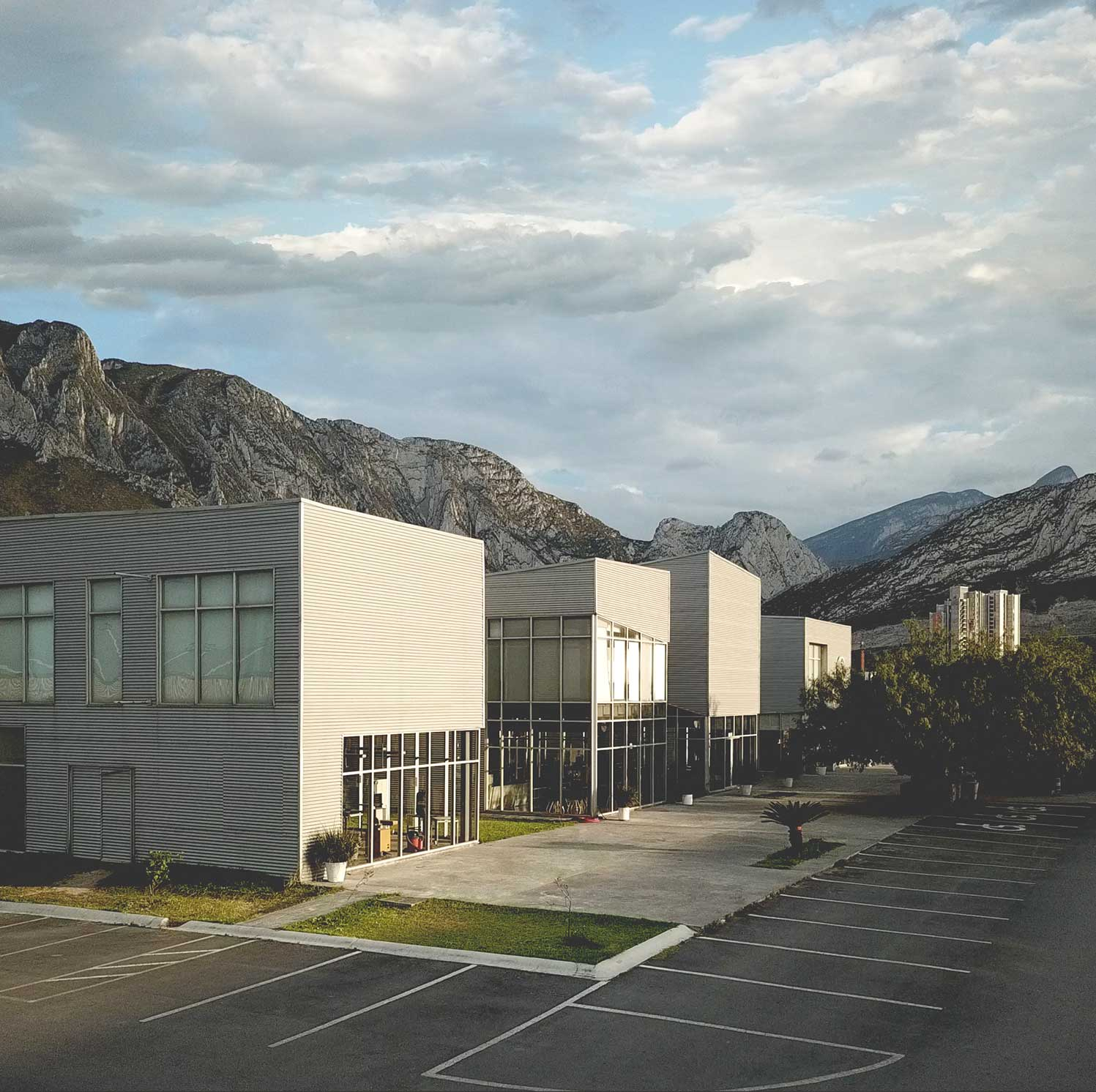
Campus Santa Catarina, Nuevo León.

En el mes de enero del año 2008 inicia actividades no sólo con nuevas instalaciones, que fueron diseñadas por la conocida firma de Arquitectura 911 SC, sino con nuevo modelo educativo basado en experiencias significativas de aprendizaje, la totalidad de sus programas rediseñados. En el año 2008 también se cambió el sistema de profesores. Cada semestre CEDIM tiene nuevos profesores extranjeros de gran prestigio como invitados y varias conferencias impartidas por reconocidos expertos en el área a lo largo de cada ciclo escolar.
Actualmente CEDIM imparte 6 licenciaturas enfocadas en diseño y arquitectura; programas de educación continua enfocados en el área de innovación y una maestría en innovación (Master in Business Innovation) que también es ofrecida en la Ciudad de México. Los programas que imparten son:
1. Licenciatura en Arquitectura y Estrategias Urbanas.
2. Licenciatura en Arquitectura de Espacios y Experiencias en Interiores.
3. Licenciatura en Animación.
4. Licenciatura en Diseño y Negocios de la Moda.
5. Licenciatura en Diseño Gráfico y Mercadotecnia Estratégica.
6. Licenciatura en Diseño Industrial y Desarrollo de Producto.

## Design Week Monterrey (DWM)
Desing Week Monterrey (DWM) fue un evento que se realizó anualmente en la ciudad de Monterrey, Nuevo León Organizado por CEDIM. Entre los detalles del evento se encuentran: conferencias impartidas por profesionales del diseño y la innovación de todo el mundo, los talleres, concursos, y la pasarela de modas. A través de los años y como una iniciativa de CEDIM para difundir la cultura, el arte y el diseño; DWM se conoce como un evento clave en México.

### Historia DWM
Para la celebración del vigésimo quinto aniversario del CEDIM la institución decidió realizar un congreso con la intención de que sus alumnos pudieran reunirse y tener una experiencia extra académica, y así fue como en el año 2003 se llevó a cabo el “Congreso Internacional de Diseño Avante”. Para el 2004 se decide hacer este evento de forma anual, desarrollando una serie de ideas, tales como: tener una temática diferente, ser multidisciplinario, contar con talento internacional, etc. DWM congregaba anualmente las últimas tendencias, expresiones y personalidades en la escena del diseño nacional e internacional, en un entorno joven y estimulante donde coinciden tanto estudiantes como la industria en general. Su objetivo es continuar como una sólida plataforma de ideas, mostrando la vanguardia en personalidades y tecnologías.

### Ediciones y temas del DWM

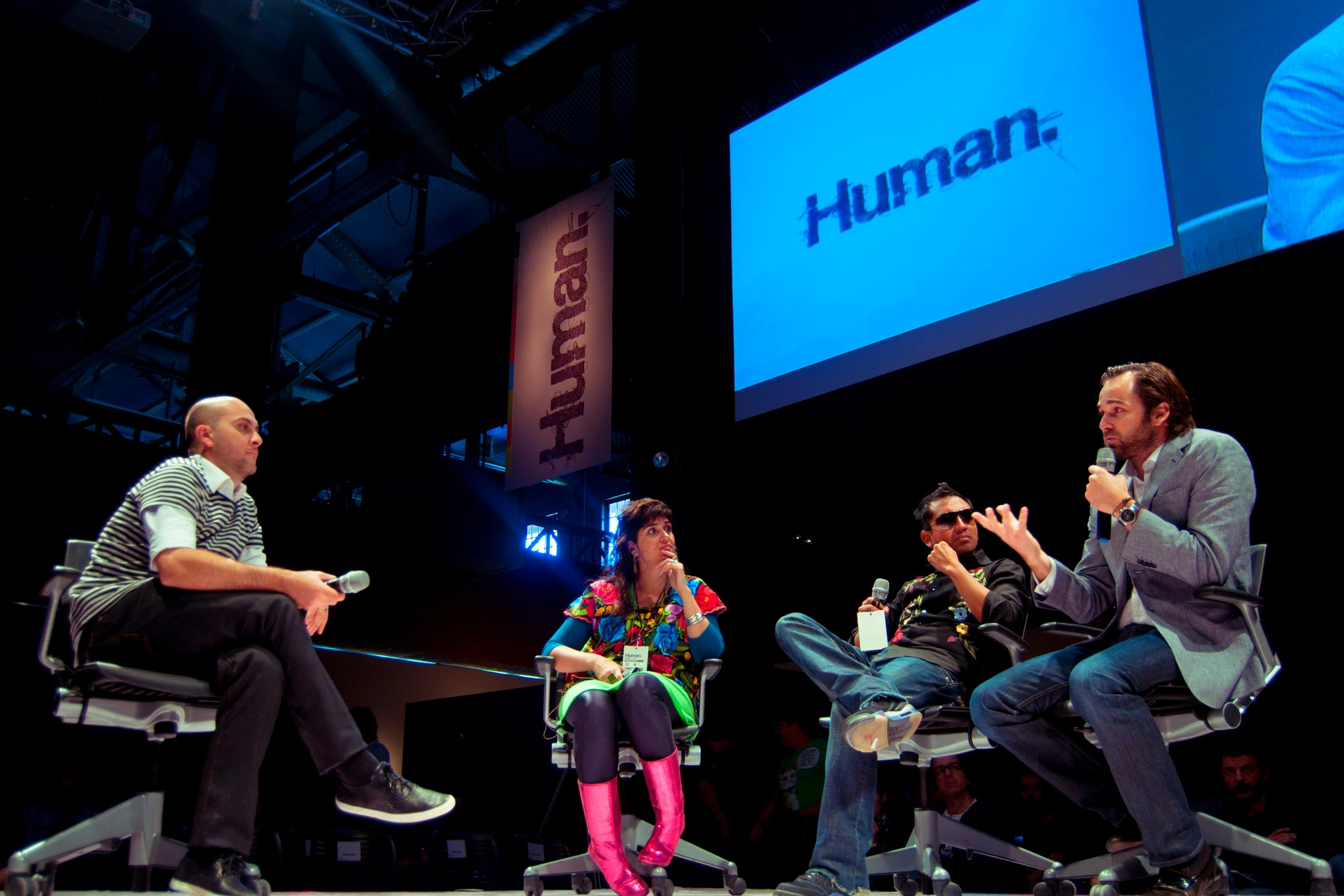
Design Week Monterrey - "Human".

- 2003: "Congreso Internacional de Diseño Avante"
- 2004: "Acá en el Rancho Grande"
- 2005: "Design Supremacy"
- 2006: "Identity"
- 2007: "Shape"
- 2008: "Re-"
- 2009: "Challenge"
- 2010: "Human"

## Participaciones
La comunidad de estudiantes y egresados de CEDIM han participado en diferentes plataformas nacionales e internacionales, presentando sus proyectos y representando a México en muestras de diseño como: 

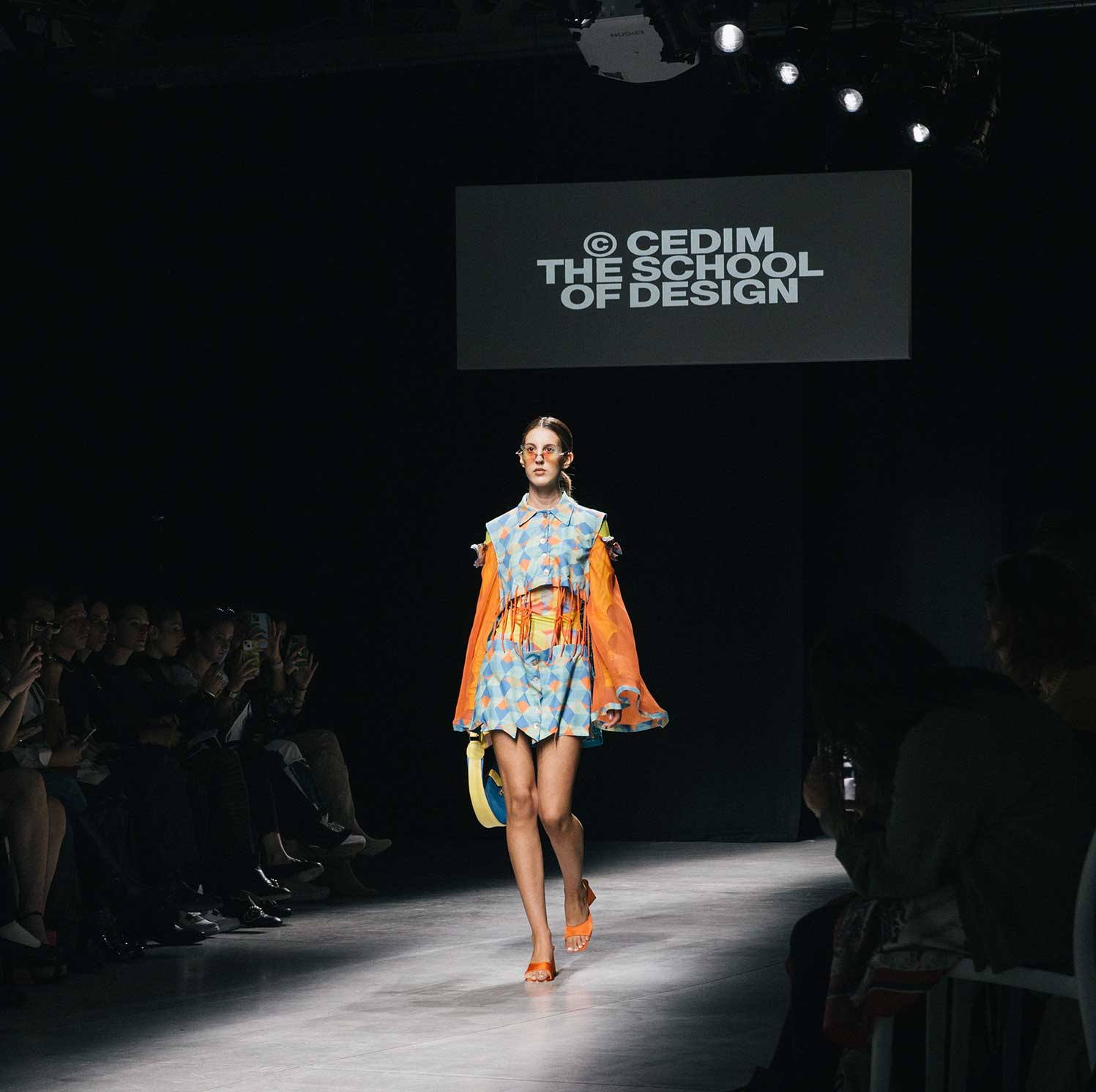
Pasarela CEDIM en Milano Fashion Week, 2022.[https://vanguardia.com.mx/show/cedim-la-unica-universidad-mexicana-que-participo-en-milan-fashion-week-FK4396869

- New York Fashion Week (edición 2021.Manhattan, Nueva York).
- WantedDesign (edición 2021.Manhattan,Nueva York).

- Milan Fashion Week (edición 2022. Milán, Italia).[6]

- Milano Design Week (edición 2022. Milán Italia).
- Tokyo Fashion Week (edición 2023. Tokio, Japón).
- Milan Design Week (edición 2024. Milán, Italia).